# Gerard van den Bergh
Gerard Anne (Gerard) van den Bergh (Den Haag, 19 november 1882 - aldaar, 22 oktober 1949) was een Nederlandse schutter. Hij nam tweemaal deel aan de Olympische Spelen, maar won hierbij geen medailles.
In 1908 nam hij deel aan de Olympische Spelen van Londen. Hij kwam hierbij uit op drie onderdelen, namelijk pistool pistool 50 yard individueel, pistool 50 yard team en vrij geweer 300 m drie houdingen. Zijn beste klassering was zesde op het onderdeel 50 yard team. Op het onderdeel vrij geweer 300 m drie houdingen was hij met 751 punten de beste van zijn team. Op de Olympische Spelen van Antwerpen in 1920 nam hij deel aan acht onderdelen. Zijn beste klassering was een achtste plaats op het onderdeel  vrij geweer 300 m drie houdingen.
Hij is de zoon van Solko van den Bergh, die een bronzen medaille behaalde op de Olympische Zomerspelen 1900. In zijn actieve tijd was hij aangesloten bij Oranje Nassau uit Den Haag.